# Františkov (Úžice)
Františkov (německy Franzensdorf) je malá vesnice, část obce Úžice v okrese Kutná Hora. Nachází se asi 3,5 kilometru severně od Úžice. Františkov leží v katastrálním území Smrk u Úžic o výměře 5,11 km².

## Historie
První písemná zmínka o vesnici pochází z roku 1788.

## Fotogalerie

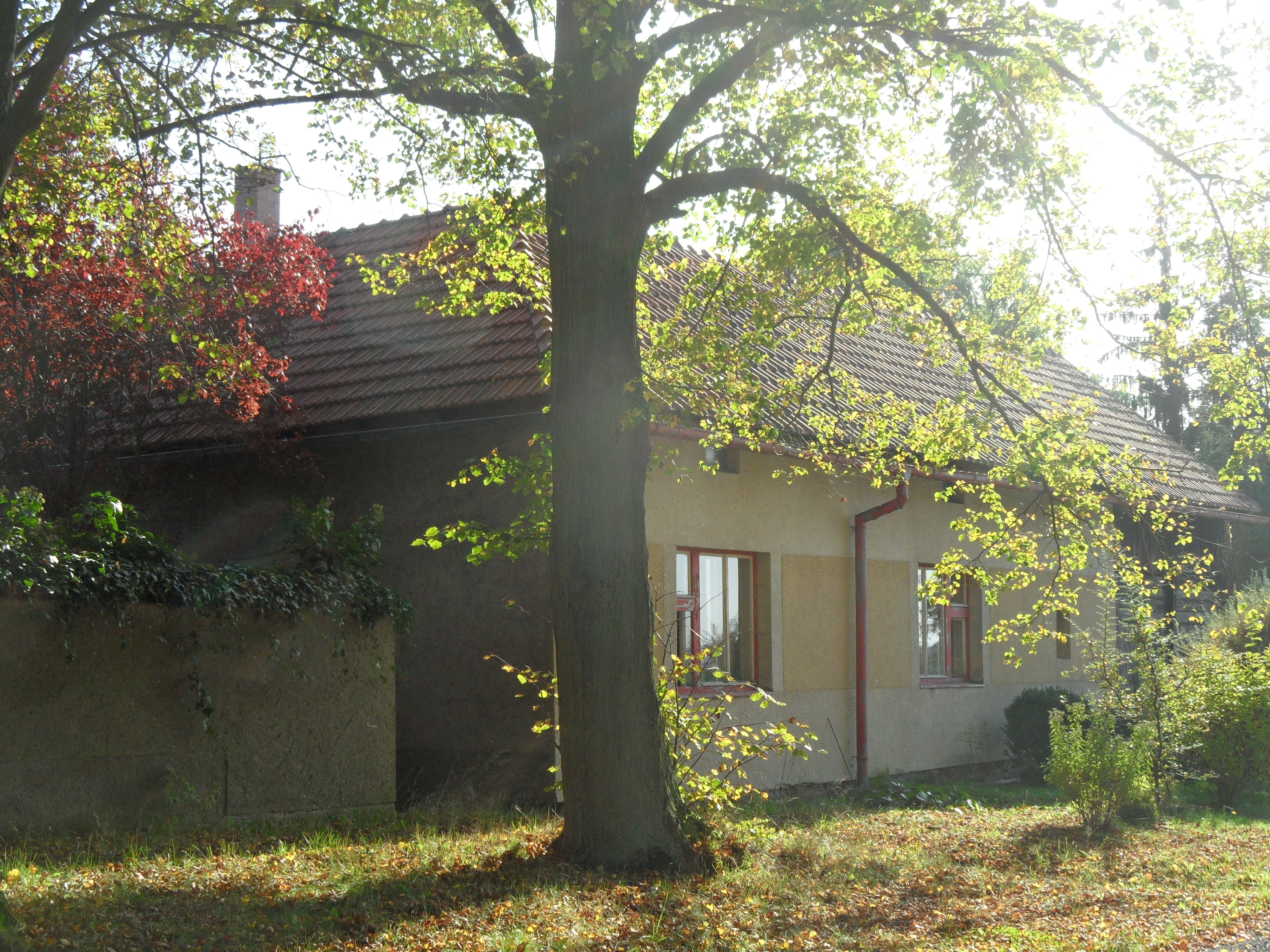
Dům u stromu
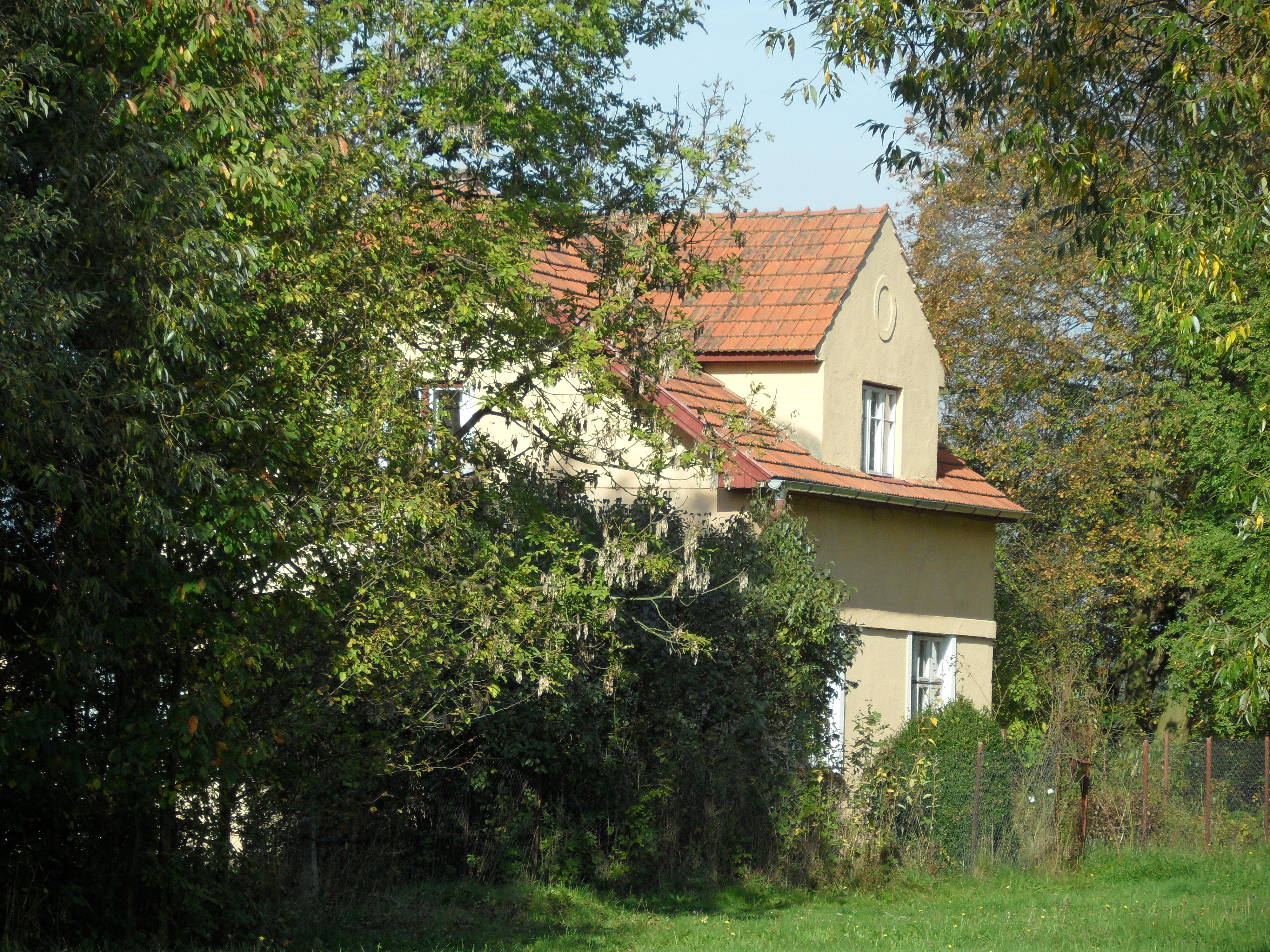
Dům v zeleni
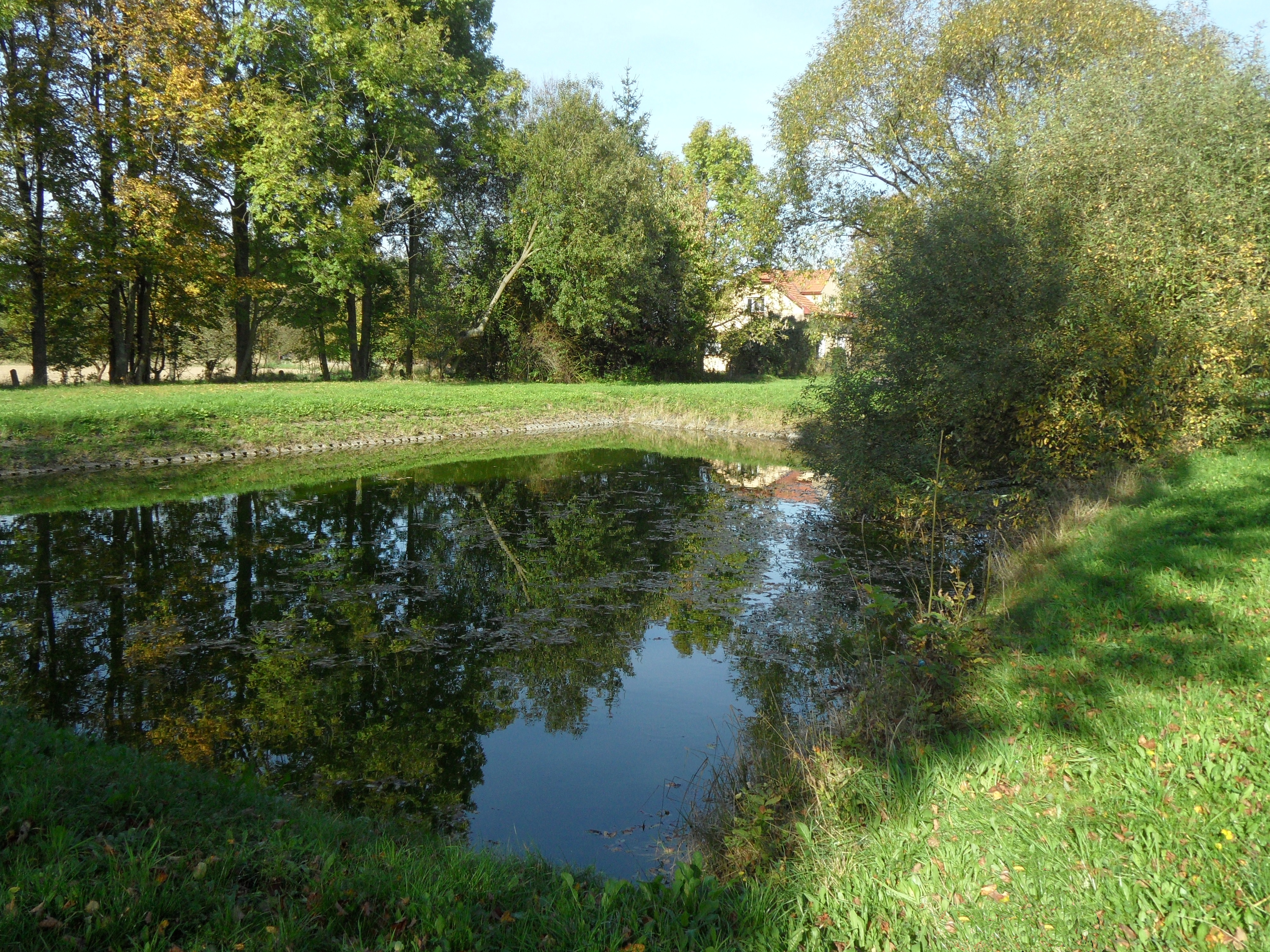
Rybníček ve vesnici
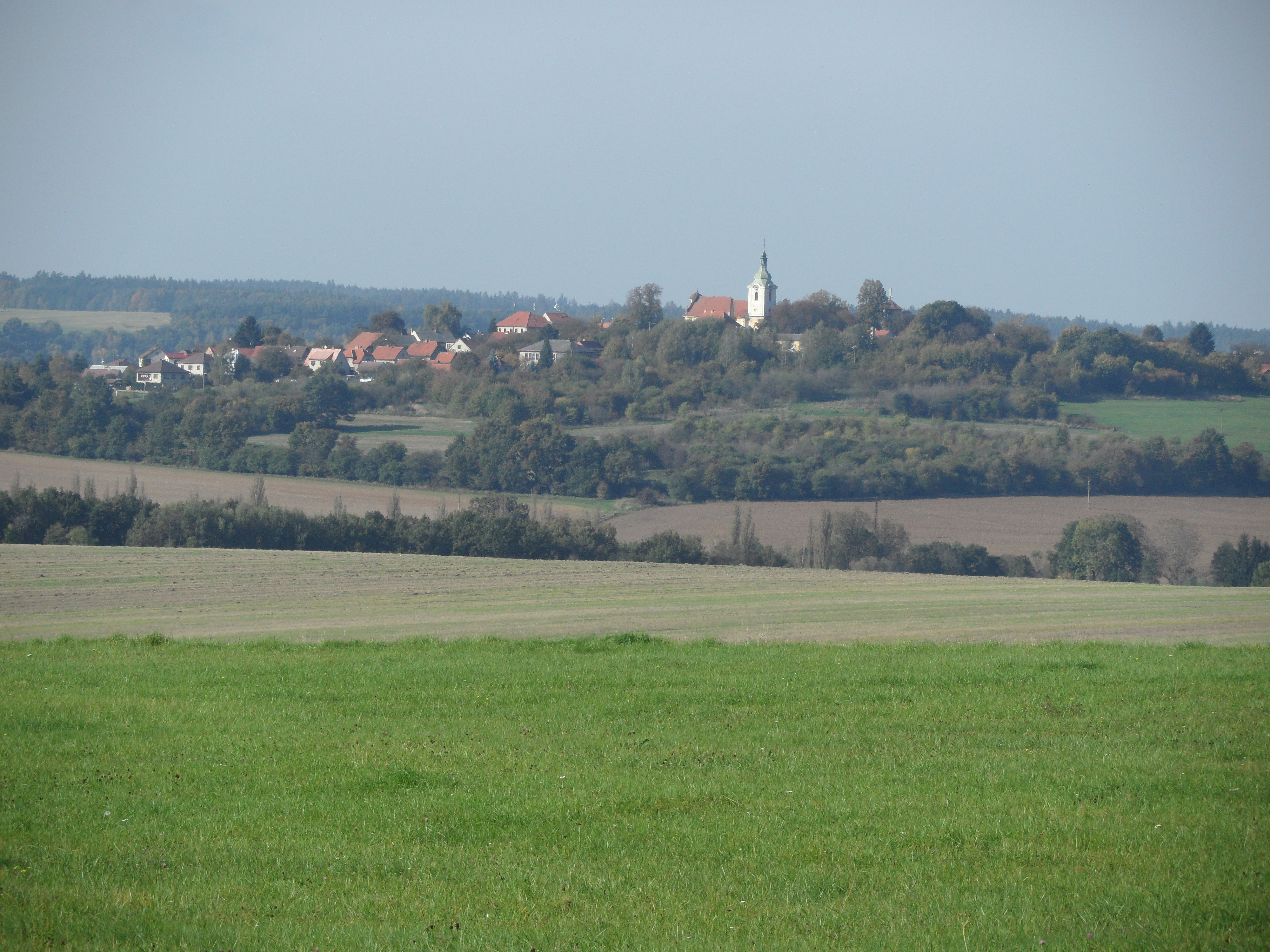
Výhled z Františkova